# 小菲倫湖

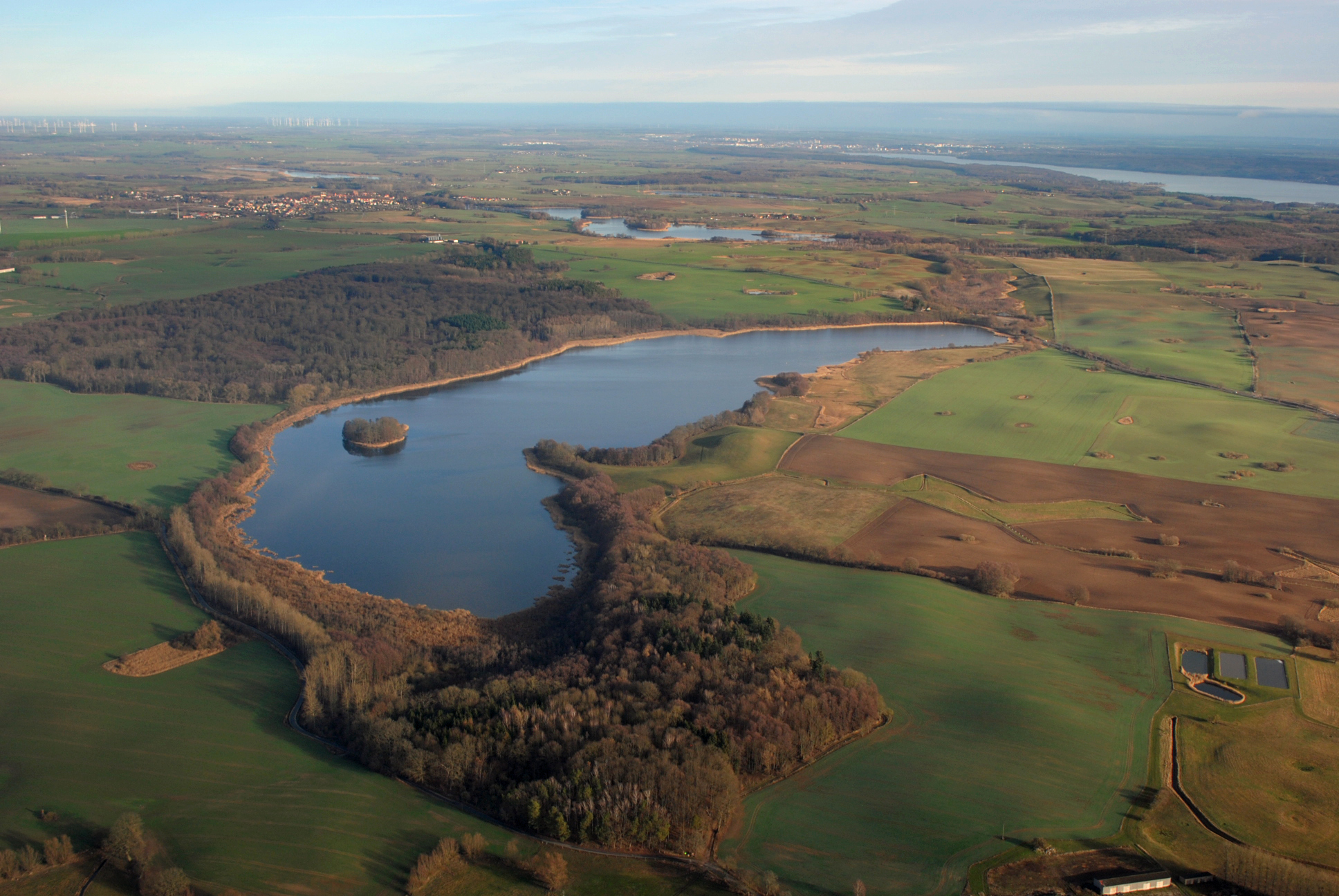

53°28′4.88″N 13°2′53.96851″E / 53.4680222°N 13.0483245861°E
小菲倫湖（德語：Klein Vielener See），是德國的湖泊，位於該國東北部，由梅克倫堡-前波美拉尼亞州負責管轄，處於梅克倫堡湖區縣，長2.3公里、寬0.6公里，面積0.98平方公里，海拔高度51米。